# Phyllomyias sclateri
Phyllomyias sclateri е вид птица от семейство Tyrannidae.

## Разпространение
Видът е разпространен в Аржентина, Боливия и Перу.